# باله پشتی

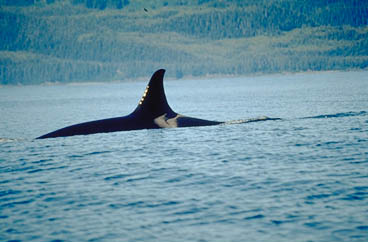
باله پشتی یک نهنگ قاتل

باله پشتی باله‌ای قرار گرفته در پشت چندین گونه از مهره‌داران ساکن اقیانوس‌ها و آب‌های شیرین است. بیشتر ماهیان و پستانداران دریایی، از جمله نهنگ‌ها و دلفین‌ها و گرازماهی‌ها، دارای باله پشتی هستند. ایکتیوسور منقرض شده نیز دارای باله پشتی بود. بسته به نوع گونه، یک جانور می‌تواند تا سه باله پشتی داشته باشد. باله پشتی شاید بهترین نشانه قابل دید از کوسه‌ای که در حال نزدیک شدن است، باشد.
کارکرد اصلی باله پشتی برقرار کردن تعادل در جانور بر ضد برعکس شدن و نیز کمک در هنگام چرخش‌های ناگهانی است. بعضی گونه‌ها از باله پشتی خود برای منظورهای دیگری بهره می‌گیرند. خورشیدماهی باله پشتی خود را به منظور حرکت در آب به کار می‌برد. چندین نوع گربه‌ماهی نیز می‌توانند با گیر دادن بلندترین بخش باله پشتیشان به یک شکاف، مکان خود را ثابت نگه دارند یا با راست کردن این باله مهاجمان را بترسانند.